# Caribbean Basterds
Pour plus de détails, voir Fiche technique et Distribution.
Caribbean Basterds (Caraibi & bastardi) est un film d'action érotique italien réalisé par Enzo G. Castellari et sorti en 2010.
Le titre est une allusion à Inglourious Basterds de Quentin Tarantino sorti un an plus tôt, où Enzo G. Castellari fait une apparition et dont le titre était lui-même une référence au titre anglais d'Une poignée de salopards (« The Inglorious Bastards ») du même Castellari sorti en 1978.

## Synopsis
Roy et Linda sont deux jeunes gens de bonne famille, riches et blasés, qui vivent sur une île paradisiaque. Leur aisance provient de l'argent généré par leurs parents qui œuvrent dans le trafic d'armes. Mais Roy commence à ne plus supporter la culpabilité qu'il ressent vis-à-vis du massacre de milliers de civils causés par les armes que vendent ses parents. Voyant que raisonner avec son père ne sert à rien, il entraîne Linda et son petit ami José à prendre conscience du problème. Ensemble, lorsque des trafiquants d'armes viennent visiter leurs parents, Roy, Linda et José s'amusent à les terroriser avec des jeux inspirés du film Orange mécanique...

## Fiche technique
Sauf indication contraire, les informations mentionnées dans cette section peuvent être confirmées par la base de données cinématographiques IMDb,  présente dans la section « Liens externes ».
- Titre original : Caribbean Basterds (Caraibi & bastardi)[1]
- Réalisation : Enzo G. Castellari
- Scénario : Luca Biglione, Sandro Cecca
- Photographie : Giancarlo Ferrando, Riccardo Tonni
- Montage : Gianfranco Amicucci
- Musique : Daniele Falangone
- Assistants à la réalisation : Andrea Girolami, Michele Scarpato
- Costumes : Stefano Giovani
- Effets spéciaux : Giulio Cuomo
- Trucages / maquillage : Giuseppe Ferranti
- Production : Alessandro Centenaro, Maurizio Mattei, Massimo Vigliar
- Sociétés de production : Venice Film
- Pays de production :  Italie
- Langue de tournage : anglais
- Format : Couleur (Telecolor) - 2,35:1 - Son mono - 35 mm
- Durée : 93 minutes (1h33)
- Genre : Action
- Dates de sortie :
  - Italie : 20 août 2010
- Classification :
  - Italie : Interdit aux moins de 14 ans[1]

## Distribution
- Vittorio Cucci Ryan : Roy
- Eleonora Albrecht : Linda
- Maximiliano Hernando Bruno : José
- Gustavo Ceballos : Waico
- Andrea Bruschi (it) : Andres
- John Armstead (it) : Le père de Roy
- keyla Espinoza (it) : Dolores

## Production
Le film est tourné sur l'île de Margarita au Venezuela.